# Tugay Kerimoğlu
Tugay Kerimoğlu (Trabzon, 1970. augusztus 24. –) török labdarúgó, aki játékosként a Galatasaray SK, a Glasgow Rangers és a Blackburn Rovers csapatainál szerepelt, 1990 és 2007 között a nemzeti válogatott tagja, középpályás poszton játszott. Az egyik legismertebb és legnépszerűbb török labdarúgó. 2009. május 24-én jelentette be visszavonulását 38 évesen.